# Titidius rubescens
Titidius rubescens är en spindelart som beskrevs av Lodovico di Caporiacco 1947. Titidius rubescens ingår i släktet Titidius och familjen krabbspindlar. Inga underarter finns listade i Catalogue of Life.